# Янниотис, Андреас
Андреас Янниотис (род. 18 декабря 1992 года в Сере) — греческий футболист, который играет за «Касымпаша» на позиции голкипера. Известен своим акробатическим стилем игры.

## Клубная карьера
Он перешёл в «Олимпиакос» из клуба третьего дивизиона «Сере» 22 июня 2012 года, скаутов греческого гранда впечатлила его игра в сезоне 2011/12, когда «Сере» завоевал повышение в классе.
В январе 2014 года он присоединился на правах аренды к «Фостирасу», а в августе — к «ПАС Янина» (сыграл лишь один матч в кубке). Он вернулся в «Олимпиакос» в январе 2015 года. Но уже летом он снова отправился в аренду, на этот раз в «Паниониос». Он защищал цвета клуба в течение двух лет.
Летом 2017 года руководство «Олимпиакоса» захотело продлить действующий контракт талантливого голкипера, срок действия которого истекал летом 2019 года. 24-летний игрок провел последние два сезона в аренде в «Паниониосе», проведя 39 матчей во всех соревнованиях, «красно-белые» планировали продлить его текущий контракт до лета 2021 года.
1 сентября 2017 года, после приобретения бельгийского вратаря Сильвио Прото, Янниотис больше не входил в планы албанского тренера «красно-белых» Бесника Хаси. И вратарь решил разорвать свой контракт с клубом, чтобы получать больше игрового времени. 4 сентября 2017 года «Атромитос» официально объявил о подписании Андреаса Янниотиса до конца сезона 2018/19. 4 ноября 2017 года в домашнем матче Суперлиги против «Паниониоса» (0:0) Янниотис довёл своё число «сухих» матчей подряд до восьми, этот результат вошёл в десятку лучших в истории греческого чемпионата.
29 мая 2018 года Янниотис вернулся в «Олимпиакос». «Олимпиакос» использовал возможность возврата в контракте Янниотиса с «Атромитосом». И вместо компенсации 300000 евро за игрока «Олимпиакос» обменял его на Спироса Рисваниса. 9 августа 2018 года он дебютировал в еврокубках в домашнем матче третьего отборочного раунда Лиги Европы, его команда разгромила со счётом 4:0 «Люцерн».
5 июня 2019 года он подписал трёхлетний контракт с «Маккаби Тель-Авив» за неназванную сумму. Он дебютировал как основной вратарь клуба в матче за Суперкубок Израиля 2019 года, его команда обыграла с минимальным счётом «Бней Иегуду». Однако 18 августа в матче полуфинала Кубка Тото против «Ирони Кирьят-Шмона» он получил травму лодыжки.
6 августа 2020 года Янниотис на правах годичной аренды вернулся в «Атромитос». В сезоне 2020/21 Янниотис провёл 18 матчей в чемпионате и в шести из них отстоял «на ноль». 30 июня 2021 года по окончании аренды Янниотис вернулся в «Маккаби Тель-Авив».

## Международная карьера
Благодаря хорошей игре за «Паниониос» Михаэль Скиббе вызвал Янниотиса в сборную Греции на матч против Боснии и Герцеговины, который состоялся в Зенице 9 июня, но вратарь на поле не вышел. 16 марта 2018 года Скиббе вызвал Янниотиса в сборную на товарищеские матчи против Швейцарии и Египта 23 марта и 27 марта соответственно. 27 марта он дебютировал за сборную, выйдя в основе матча против Египта.